# Dolní Benešov
Pour les articles homonymes, voir Benešov (homonymie).
Dolní Benešov (en allemand : Beneschau) est une ville du district d'Opava, dans la région de Moravie-Silésie, en République tchèque. Sa population s'élevait à 3 892 habitants en 2024.

## Géographie
Dolní Benešov se trouve à 8 km à l'ouest-nord-ouest de Hlučín, à 15 km à l'est d'Opava, à 17 km au nord-ouest d'Ostrava et à 263 km à l’est de Prague.

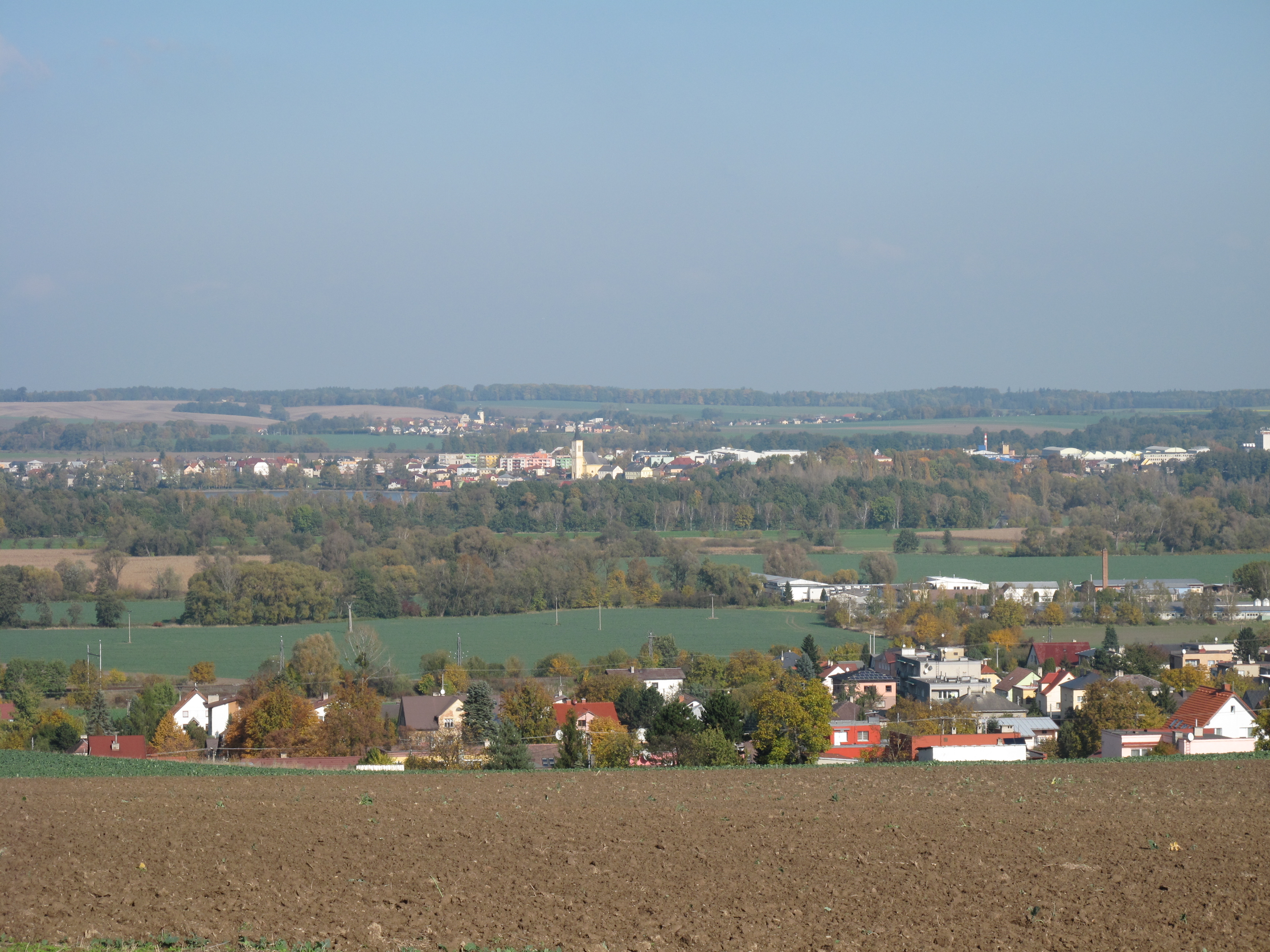
Dolní Benešov : vue générale.

La commune est limitée par Bolatice et Bohuslavice au nord, par Kozmice à l'est, par la rivière Opava et la commune de Háj ve Slezsku au sud, et par Kravaře à l'ouest.

## Histoire
La première mention écrite de la localité date de 1312.

## Administration
La commune se compose de deux sections :
- Dolní Benešov
- Zábřeh

## Transports
Par la route, Dolní Benešov se trouve à 7 km de Hlučín, à 16 km d'Opava, à 19 km d'Ostrava et à 341 km de Prague.

## Jumelage
- Wilamowice (Pologne)
- Rajecké Teplice (Slovaquie)
- Santa Maria del Cedro (Italie)